# Sporidesmiella coronata
Sporidesmiella coronata är en svampart som först beskrevs av B. Sutton, och fick sitt nu gällande namn av P.M. Kirk 1982. Sporidesmiella coronata ingår i släktet Sporidesmiella och familjen Melanommataceae.   Inga underarter finns listade i Catalogue of Life.